# Telimco Wireless Telegraph Outfits
Telimco Wireless Telegraph Outfits — название первого в мире общедоступного беспроводного радиокомплекта, который позволял осуществлять приём и передачу сообщений азбукой Морзе.
Telimco был выпущен в продажу компанией Electro Importing Company of New York City, которую в 1905 году основал Хьюго Гернсбек (название Telimco было аббревиатурой названия компании — The Electro Importing Company). Первое рекламное объявление Telimco появилось в выпуске журнала «Scientific American» 25 ноября 1905 года.
Telimco представляло собой комплект из электроискрового передатчика (на объявлении изображён слева) и приёмника, который записывал принятый сигнал на бумажную ленту (на объявлении изображён справа); оба устройства были запитаны от портативных батарей. Расстояние гарантированного приёма сигнала для комплекта оставляло менее двух километров. Стоимость комплекта была всего 8 долларов 50 центов, и это поначалу даже вызывало недоверие у покупателей — по их представлениям, такой «научный» прибор должен был стоить гораздо дороже.
Появление Telimco положило начало практическому интересу публики к беспроводной связи (термин «радио» появился позже) и стало основной предпосылкой для зарождения массового движения радиолюбителей.